# Sytuacja prawna i społeczna osób LGBT w Jemenie

## Prawo wobec kontaktów homoseksualnych
Kontakty homoseksualne, zarówno pomiędzy kobietami, jak i mężczyznami, są w Jemenie nielegalne - zgodnie z systemem prawnym opartym na szariacie. Tego typu czyny podlegają karze - od chłosty po karę śmierci. Jemen jest jednym z siedmiu krajów świata, w których grozi kara śmierci za kontakty seksualne pomiędzy dwiema dorosłymi osobami tej samej płci, podjęte za obopólną zgodą.

## Ochrona prawna przeddyskryminacją

### Ogólnokrajowa
Jemeńskie prawo nie gwarantuje żadnego zakazu dyskryminacji przez wzgląd na orientację seksualną.

### Azyl
Jemeńskie przepisy prawne nie przyznają prawa osobom do ubiegania się o azyl polityczny z powodu prześladowań przez wzgląd na orientację seksualną we własnym kraju.

### Służba wojskowa
Geje są wykluczeni ze służby wojskowej z powodu swojej orientacji seksualnej.

## Uznanie związków osób tej samej płci
W jemeńskim ustawodawstwie nie istnieje żadna prawna forma uznania związków jednopłciowych. Nie ma również żadnych planów uregulowania tej kwestii.

## Życie osóbLGBTw kraju
Zgodnie ze stanem na rok 2007, w Jemenie nie istnieją żadne publiczne miejsca dla osób LGBT - jak w krajach zachodnich. Oficjalne wnioski władz są takie, że w Jemenie nie ma lesbijek i gejów, aczkolwiek prawne istnienie poważnych kar za kontakty seksualne z osobą tej samej płci może sugerować ich obecność w społeczeństwie.